# Siemens-Hochhaus (München)
Das Siemens-Hochhaus in der Münchner Baierbrunner Straße 54 ist ein bekanntes Münchner Gebäude und Wahrzeichen des Siemens-Standorts in Obersendling. Das Gebäude wurde in den Jahren 1961 bis 1963 nach den Plänen des Architekten Hans Maurer gebaut. Mit 23 Stockwerken und einer Höhe von 75 m war es bei Fertigstellung das höchste Bürohochhaus der Stadt.
Im Rahmen des Projekts Isar Süd sollte es um zwei weitere Hochhäuser zu einem Ensemble ergänzt werden. Diese Pläne wurden von Hochhausgegnern kritisiert und schließlich im November 2004 mit einem Bürgerbegehren blockiert. Nach dem Scheitern von Isar Süd gab es Gerüchte zu angeblichen Planungen von Siemens, die einen Abriss des Gebäudes vorsahen. Anstatt abzureißen, verkaufte Siemens das Gebäude Anfang 2006 aber an die Hubert Haupt Immobilien Holding, die es zur Vermietung anbot. Das Gebäude steht unter Denkmalschutz.
Im Jahr 2011 verkaufte die Hubert Haupt Immobilien Holding das Gebäude an die ISARIA Wohnbau AG. Nachdem im Mai 2015 ein Architektenwettbewerb über einen Umbau hin zu einer Nutzung als Wohngebäude abgeschlossen wurde, sollte im März 2016 mit den Bauarbeiten begonnen werden. Geplant waren in dem Gebäude 270 Wohnungen mit einem Gesamtverkaufsvolumen von 189 Mio. €. Das Projekt "South One" wurde jedoch 2018 beendet.
Im Januar 2019 verkaufte die ISARIA Wohnbau AG das Siemens-Hochhaus an die Schweizer Immobilieninvestor Empira AG. Im März 2021 stellte das von einer Tochter der Empira mit der Planung einer grundlegenden Sanierung und von zwei neuen Anbauten beauftragte Architektenbüro Henn einen Vorentwurf in der Münchner Stadtgestaltungskommission vor. Die vorgestellten Pläne würden eine Beibehaltung der ursprünglichen Nutzung als Bürogebäude darstellen, aber nach derzeitigem Stand wohl eine Erlöschung des Denkmalstatus nach sich ziehen.